# Zachodniopomorska Biblioteka Cyfrowa „Pomerania”
Zachodniopomorska Biblioteka Cyfrowa „Pomerania” – regionalna biblioteka cyfrowa, która powstała w 2008 roku. Funkcjonuje jako centralna biblioteka województwa zachodniopomorskiego umożliwiająca publikację dokumentów cyfrowych wszystkim instytucjom kultury, nauki i edukacji w regionie. Celem ZBC „Pomerania” jest zabezpieczenie cennych dokumentów znajdujących się w posiadaniu tych instytucji, zapewnienie swobodnego dostępu do zbiorów stanowiących dziedzictwo narodowe i kulturowe oraz dorobek naukowy regionu.
Koordynatorem prac związanych z tworzeniem biblioteki cyfrowej jest Książnica Pomorska w Szczecinie. W jej siedzibie zlokalizowana jest infrastruktura ZBC „Pomerania” i przez nią jest zarządzana.
Swoje wyodrębnione kolekcje w ZBC „Pomerania” mają też biblioteki publiczne województwa zachodniopomorskiego. To między innymi biblioteka w Dębnie, Moryniu, Kołobrzegu, Nowogardzie, Gryfinie, Widuchowej

## Instytucje partnerskie
Współrealizatorami projektu są z członkowie Zachodniopomorskiego Porozumienia Bibliotek, w skład którego wchodzą biblioteki:
- Akademii Morskiej
- Pomorskiego Uniwersytetu Medycznego
- Uniwersytetu Szczecińskiego
- Zachodniopomorskiego Uniwersytetu Technologicznego – zbiory przyrodnicze
- Zachodniopomorskiego Uniwersytetu Technologicznego – zbiory techniczne
- Zachodniopomorskiego Centrum Doskonalenia Nauczycieli
- Politechniki Koszalińskiej
- Wyższego Seminarium Duchownego w Koszalinie

oraz
- Miejska Biblioteka Publiczna w Szczecinie
- Koszalińska Biblioteka Publiczna
- Miejska Biblioteka Publiczna w Kołobrzegu,
- Archiwum Archidiecezjalne w Szczecinie
- Archiwum Państwowe w Szczecinie

Na zapis cyfrowy przeniesiono kilkaset tysięcy stron cennych dokumentów, stanowiących regionalne i narodowe dziedzictwo kulturowe, dorobek naukowy pracowników zachodniopomorskich uczelni. Zbiory te są opracowywane i udostępniane online w Internecie. W zbiorach ZBC „Pomerania” znajdą się między innymi:
- narodowy zasób dziedzictwa kulturowego – wybrane zabytki piśmiennictwa (stare druki, rękopisy), dokumenty kartograficzne, muzyczne, ikonograficzne (pocztówki, zdjęcia, ryciny);
- pomeranika – zabytki piśmiennictwa regionalnego (stare druki, rękopisy) dokumenty kartograficzne, muzyczne, ikonograficzne (pocztówki, zdjęcia, ryciny), książki i czasopisma regionalne oraz współczesne tzw. dokumenty życia społecznego – ulotki, katalogi wystaw, afisze, plakaty;
- pełne teksty (zasobów archiwalnych i bieżący) dokumentów urzędowych, przepisów prawa lokalnego – uchwały Rad miast, powiatów, Sejmiku, programy, strategie, itp. (tworzone przez Urzędy Miast, Urząd Wojewódzki, Urząd Marszałkowski);
- biuletyny informacyjne np. gmin, miast, powiatów, urzędów oraz prasa lokalna.

Jedną z ważniejszych kolekcji stanowią materiały edukacyjne: „Nauka i dydaktyka”, gdzie znajdują się artykuły i czasopisma naukowe, skrypty, podręczniki, materiały konferencyjne, projekty badawcze realizowane z funduszy Unii Europejskiej, doktoraty i habilitacje, tworząc w ten sposób repozytorium bibliotek i uczelni zachodniopomorskich.
ZBC „Pomerania” została dołączona do Federacji Bibliotek Cyfrowych, udostępniającej zasoby największych polskich bibliotek cyfrowych, za pośrednictwem której zasoby ZBC są przekazywane do: europejskiej biblioteki cyfrowej Europeana, DART-Europe – europejskiego portalu prac naukowych idysertacji, ViFaOst – portalu umożliwiającego wyszukiwanie i dostęp do specjalistycznych informacji naukowych na temat historii, języka, literatury, polityki i kultury wschodnich, środkowo-wschodnich i południowo-wschodnich krajów i regionów europejskich.